# Lista de documentários sobre a Segunda Guerra Mundial
Esta é uma lista de documentários sobre a Segunda Guerra Mundial, com uma relação incompleta de documentários cujo tema principal são eventos ocorridos durante o conflito militar global que durou de 1939 a 1945.
| Título original                                                  | Título em português                        | Realização                                                           | País                                   | Ano  | IMDB |
| ---------------------------------------------------------------- | ------------------------------------------ | -------------------------------------------------------------------- | -------------------------------------- | ---- | ---- |
| Prelude to War                                                   | Prelúdio de uma Guerra                     | Frank Capra                                                          | Estados Unidos                         | 1942 | link |
| The Battle of Midway                                             | A Batalha de Midway                        | John Ford                                                            | Estados Unidos                         | 1942 | link |
| Kokoda Front Line!                                               |                                            | Ken G. Hall                                                          | Austrália                              | 1942 | link |
| Moscow Strikes Back                                              |                                            | Ilya Kopalin Leonid Varlamov                                         | Estados Unidos                         | 1942 | link |
| Desert Victory                                                   | Vitória no Deserto                         | Roy Boulting                                                         | Inglaterra                             | 1943 | link |
| The Fighting Lady                                                | Belonave                                   | Edward Steichen                                                      | Estados Unidos                         | 1944 | link |
| The Battle of San Pietro                                         |                                            | U.S. Army Pictorial Services                                         | Estados Unidos                         | 1945 | link |
| The True Glory                                                   | Verdadeira Glória                          | Garson Kanin Carol Reed                                              | Estados Unidos                         | 1945 | link |
| The World at War                                                 | O Mundo em Guerra                          | Imperial War Museum e Thames Television                              | Inglaterra                             | 1973 | link |
| Yuki Yukite Shingun                                              |                                            | Kazuo Hara                                                           | Japão                                  | 1987 | link |
| Hôtel Terminus                                                   |                                            | Marcel Ophüls                                                        | Alemanha · França · Estados Unidos     | 1988 | link |
| Undergångens arkitektur                                          | Arquitetura da Destruição                  | Peter Cohen                                                          | Suécia                                 | 1989 | link |
| Senta a Pua!                                                     | Senta a Pua!                               | Erik de Castro                                                       | Brasil                                 | 1999 | link |
| Anne Frank Remembered                                            | A lembrança de Anne Frank                  | Jon Blair                                                            | Estados Unidos · Inglaterra            | 1995 | link |
| Paragraph 175                                                    | Parágrafo 175                              | Rob Epstein e Jeffrey Friedman                                       | Alemanha · Inglaterra · Estados Unidos | 2000 | link |
| Kapo                                                             |                                            | Dan Setton Tor Ben-Mayor                                             | Israel                                 | 2000 | link |
| Nicholas Winton: The Power of Good                               |                                            | Matej Minac                                                          | Eslovênia                              | 2002 | link |
| Das Leben geht weiter                                            |                                            | Mark Cairns                                                          | Alemanha                               | 2002 | link |
| Auschwitz: The Nazis and 'The Final Solution'                    | Auschwitz: Os Nazistas e a 'Solução Final' | Paul Wilmshurst                                                      | Inglaterra                             | 2005 | link |
| Hiroshima: BBC History of World War II                           |                                            | Laurence Rees                                                        | Inglaterra                             | 2005 | link |
| Das Drama von Dresden                                            |                                            | Sebastian Dehnhardt                                                  | Alemanha                               | 2005 | link |
| O Lapa Azul                                                      | O Lapa Azul                                | Durval Jr.                                                           | Brasil                                 | 2007 | link |
| World War II Behind Closed Doors: Stalin, the Nazis and the West |                                            | BBC                                                                  | Estados Unidos · Polónia               | 2008 | link |
| Apocalypse, la 2e Guerre mondiale                                | Redescobrindo a Segunda Guerra Mundial     | Daniel Costelle Isabelle Clarke Jean-Louis Guillaud Henri de Turenne | França                                 | 2009 | link |
| Illustre et inconnu                                              | Ilustre Desconhecido                       | Jean-Pierre Devillers Pierre Pochart                                 | França                                 | 2014 |      |